# Musikjahr 1911
Liste der Musikjahre

◄◄ | ◄ | 1907 | 1908 | 1909 | 1910 | Musikjahr 1911 | 1912 | 1913 | 1914 | 1915 | ► | ►►

Weitere Ereignisse
Dieser Artikel behandelt das Musikjahr 1911.

## Ereignisse

### Uraufführungen

#### Oper

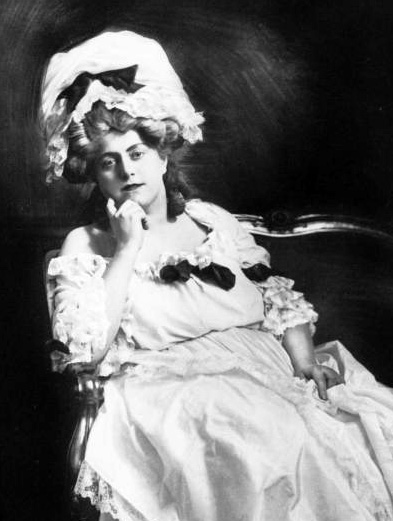
Margarethe Siems in Der Rosenkavalier 1911

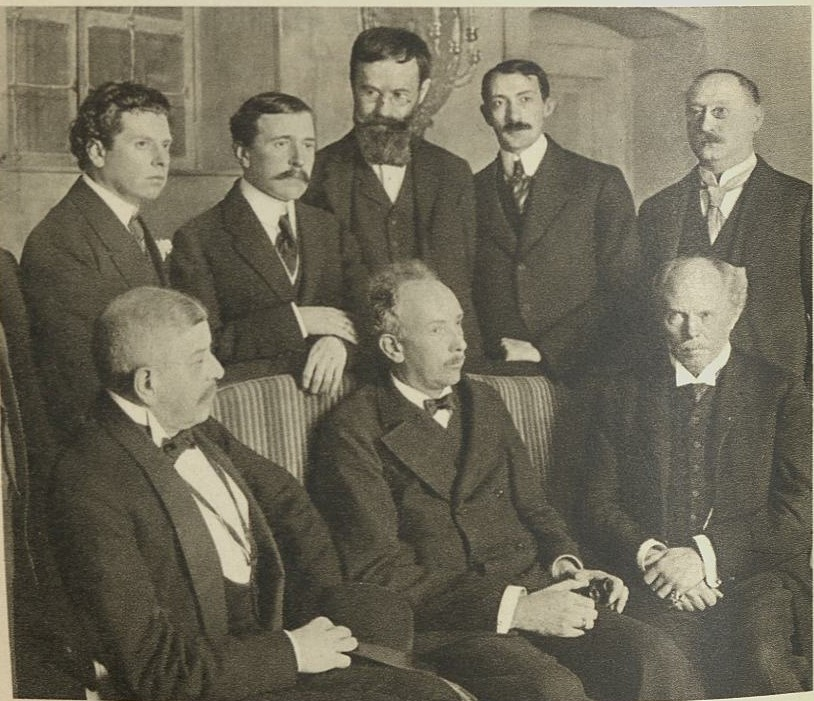
Rosenkavalier Uraufführung 1911 Dresden

- 26. Januar: Die Oper Der Rosenkavalier von Richard Strauss hat mit dem Dirigenten Ernst von Schuch in der Inszenierung von Max Reinhardt ihre Uraufführung in der Dresdner Hofoper. Die Kostüme stammen von Alfred Roller. Dem Werk mit dem Libretto des österreichischen Schriftstellers Hugo von Hofmannsthal, dessen Titel bis zum Schluss umstritten war, ist ein überwältigender Erfolg beschieden. Margarethe Siems singt die Feldmarschallin von Werdenberg, in weiteren Rollen brillieren Carl Perron, Eva von der Osten, Karl Scheidemantel, Minnie Nast, Riza Eibenschütz und Fritz Soot.
- 28. März: Die komische Oper Der Jahrmarkt von Sorotschinzy von Modest Petrowitsch Mussorgski nach einer Erzählung von Nikolai Wassiljewitsch Gogol aus der Sammlung Abende auf dem Weiler bei Dikanka wird Jahrzehnte nach dem Tod des Komponisten in Sankt Petersburg uraufgeführt.
- 19. Mai: An der Opéra-Comique in Paris erfolgt die Uraufführung des Einakters Die spanische Stunde von Maurice Ravel auf ein Libretto von Franc-Nohain. Die „musikalische Komödie“ wird von Publikum und Kritik mit Ablehnung quittiert.
- 02. Juni: Die Oper Isabeau von Pietro Mascagni wird unter der Leitung des Komponisten am Teatro Colón in Buenos Aires uraufgeführt. Das Libretto der leggenda drammatica in drei Akten stammt von Luigi Illica. Als Inspiration diente die Geschichte von Lady Godiva. Die Oper wird schnell populär und inspiriert eine Reihe anderer Opern nach Legenden.
- 23. November: An der Volksoper Wien wird das musikalische Schauspiel Der Kuhreigen von Wilhelm Kienzl unter der Regie von Rainer Simons uraufgeführt. Das Libretto stammt von Richard Batka frei nach der Novelle Die kleine Blanchefleur von Rudolf Hans Bartsch.
- 23. Dezember: In der Olympia Hall in London wird Das Mirakel von Karl Gustav Vollmoeller mit der Musik von Engelbert Humperdinck in der Inszenierung von Max Reinhardt welturaufgeführt.

#### Operette
- 01. April: Die Uraufführung der Operette Sein Herzensjunge von Walter Kollo findet am Thalia-Theater in Wuppertal-Elberfeld statt.
- 01. Mai: Im Ronacher Etablissement in Wien wird die Operette Das goldene Strumpfband von Leo Ascher uraufgeführt.
- 25. März: Die Uraufführung der Operette Grigri von Paul Lincke findet am Metropol-Theater in Köln statt.
- 09. November: Die Oper Der Bergsee von Julius Bittner wird an der Wiener Hofburg uraufgeführt.
- 24. November: Am Theater an der Wien in Wien erfolgt die Uraufführung der Operette Eva von Franz Lehár mit dem Libretto von Alfred Maria Willner und Robert Bodanzky.
- 23. Dezember: Am Carltheater in Wien wird die Operette Alt-Wien nach Musik von Joseph Lanner, zusammengestellt und bearbeitet von Emil Stern, uraufgeführt. Das Libretto verfassten Gustav Kadelburg, Julius Wilhelm und M. A. Weikone.
- 31. Dezember: Die Uraufführung der Operette Große Rosinen von Walter Kollo erfolgt am Berliner Theater in Berlin.

Weitere Operettenuraufführungen
- Edmund Eysler: Das Zirkuskind  und Der Frauenfresser (zwei Operetten)
- Carl Michael Ziehrer: Ball bei Hof (in Stettin uraufgeführt).
- Leo Fall: Der ewige Walzer  und Sirene (zwei Operetten)
- Heinrich Berté: Kreolenblut (in Hamburg).
- Robert Stolz: Der Minenkönig und Die Eiserne Jungfrau (zwei Operetten, beide in Wien uraufgeführt)
- Ralph Benatzky: Laridon (Operette) Cherchez la femme(Operette); Pomponette (Operette); Kokettchens Mission (Operette); Das blonde Abenteuer (Operette)

#### Weitere Uraufführungen
- 21. Januar: The March of Women von Ethel Smyth wird in der Pall Mall in London uraufgeführt. Eine weitere Aufführung erfolgt am 23. März in der Royal Albert Hall, von wo aus das Lied eine rasche Verbreitung in England erfährt, und zur Hymne der englischen Suffragettenbewegung wird.

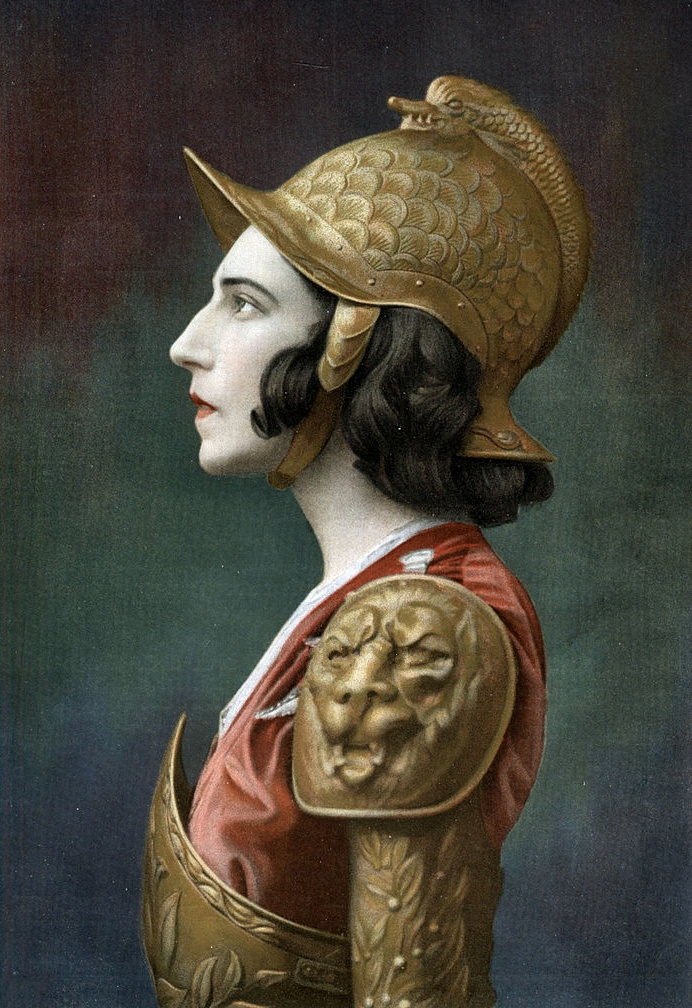
Ida Rubinstein als Saint Sebastian in Le Martyre de Saint Sebastian

- 22. Mai: Die Uraufführung von Le Martyre de Saint Sébastien (Das Martyrium des Heiligen Sebastian), einem „Mysterium in fünf Akten“ von Gabriele D’Annunzio mit Musik von Claude Debussy in Zusammenarbeit mit André Caplet, am Théâtre du Châtelet in Paris gerät zu einem Skandal. Der Erzbischof von Paris, Léon-Adolphe Amette, verbietet allen Katholiken den Besuch der Vorstellungen wegen der Darstellung des Heiligen durch eine leichtbekleidete jüdische und russische Frau, die Tänzerin Ida Rubinstein. Das Publikum reagiert brüskiert oder wegen der Dauer des Stückes gelangweilt.

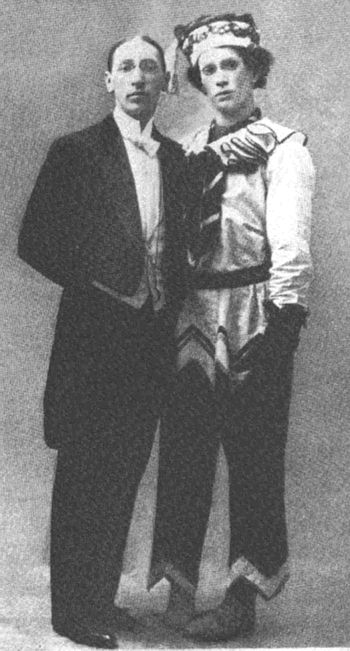
Vaslav Nijinsky als Petruschka der Uraufführung (mit Igor Strawinski links)

- 13. Juni: Mit Vaslav Nijinsky in der Titelrolle wird in Paris Igor Strawinskys Ballett Petruschka uraufgeführt. Die pantomimische Choreographie stammt von Michel Fokine, die Kostüme und das Bühnenbild von Alexander Benois.
- 20. November: Ein halbes Jahr nach dem Tod des Komponisten wird in München Gustav Mahlers Das Lied von der Erde unter der Leitung von Bruno Walter uraufgeführt. Unter Vermeidung des Wortes Sinfonie hat Mahler das Werk als „sinfonischen Liederzyklus“ bezeichnet, aus Angst, eine 9. Sinfonie könnte – wie bei seinen Vorbildern Ludwig van Beethoven und Anton Bruckner – seine letzte sein.
- 09. Dezember: Uraufführung des Chorwerks Friede auf Erden op. 13 von Arnold Schönberg im Großen Musikvereinssaal in Wien.

#### Instrumentalmusik
- 03. April: Uraufführung der 4. Sinfonie a-moll op. 63 von Jean Sibelius.

### Vokalmusik
- Nikolai Medtner: Acht Gedichte op. 24

### Sonstiges
- 19. Februar: Arnold Schönberg komponiert „wie in einem Rausch an einem einzigen Tag“ fünf seiner Sechs kleinen Klavierstücke. Das sechste Stück entsteht am 17. Juni in Erinnerung an den einen Monat zuvor verstorbenen Gustav Mahler.
- 21. Februar: Gustav Mahler dirigiert in New York sein letztes Konzert.

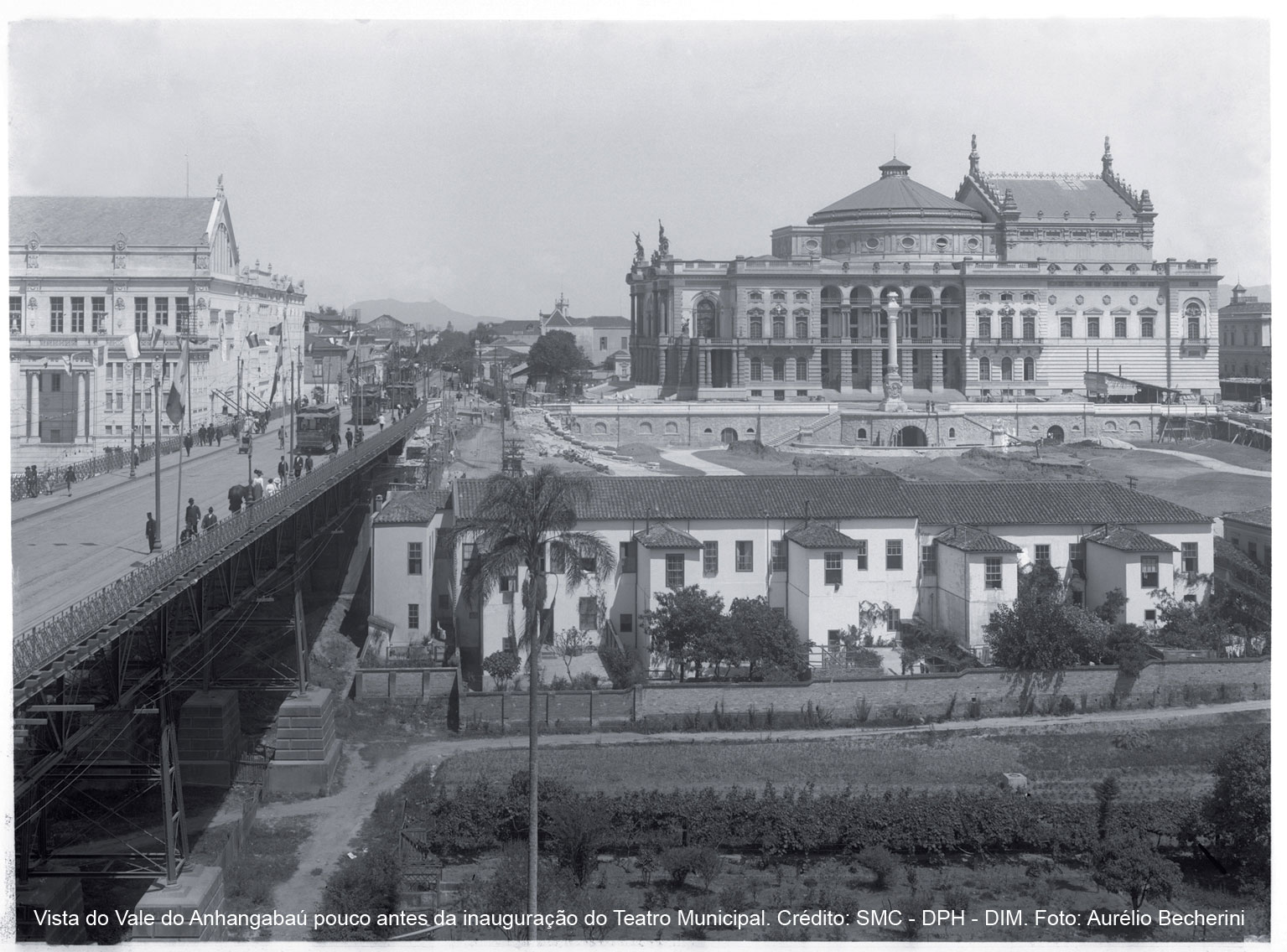
Das Teatro Municipal 1911

- 12. September: Das neu errichtete Theatro Municipal de São Paulo wird mit einer Aufführung der Oper Hamlet von Ambroise Thomas eröffnet.

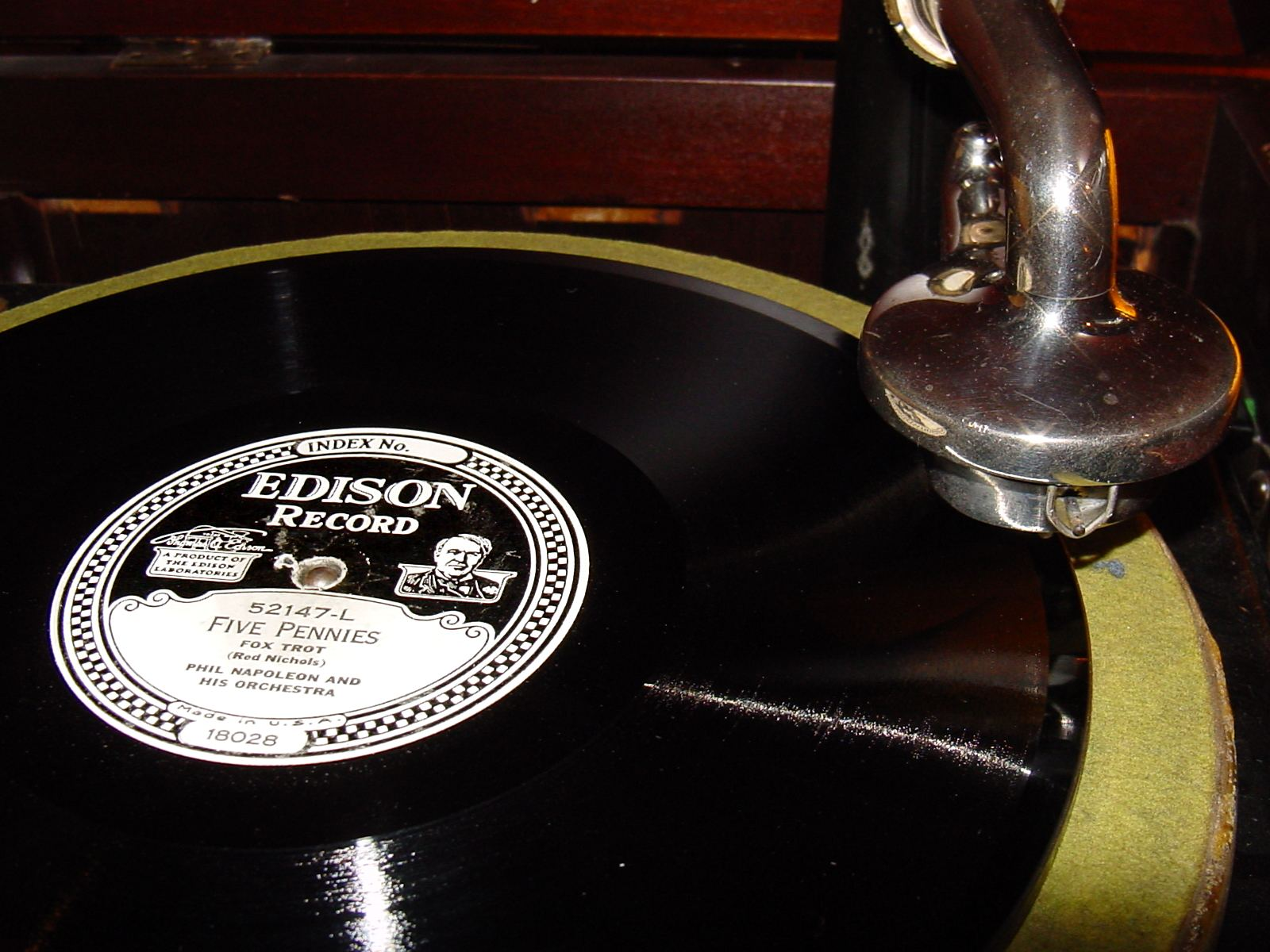
Eine von Thomas Alva Edison entwickelte Edison Diamond Disc auf einem Phonographen.

- Der von Thomas Alva Edison entwickelte Edison Diamond Disc Phonograph wird erstmals der Öffentlichkeit vorgestellt.
- Thorvald Aagaard gibt Melodier til Sangbog for Skolen og Hjemmes (Melodien zum Liederbuch für Heim und Schule) bei Konrad Jørgensen in Kolding heraus.[1] OCLC 873382864
- Arnold Schönberg komponiert das Kunstlied für hohen Sopran, Celesta, Harmonium und Harfe Herzgewächse op. 20.
- Scott Joplin veröffentlicht den Klavierauszug seiner Oper Treemonisha im Selbstverlag. Das Partitur-Manuskript ist verschollen.

## Geboren

### Januar bis März
- 04. Januar: Noro Morales, puerto-ricanischer Mambo- und Rumbamusiker († 1964)
- 08. Januar: Andrej Očenáš, slowakischer Komponist († 1995)
- 09. Januar: Franz Nauber, deutscher Hornist († 2001)
- 11. Januar: Tommy Duncan, US-amerikanischer Country-Sänger († 1967)
- 11. Januar: V. Lakshminarayana, indischer Sänger, Geiger, Komponist und Musikpädagoge († 1990)
- 13. Januar: Hedwig Müller von Asow, deutsche Musikwissenschaftlerin und Musikepistolographin († 1976)
- 14. Januar: Hans-Martin Majewski, deutscher Filmkomponist († 1997)
- 14. Januar: George Tremblay, US-amerikanischer Komponist († 1982)
- 15. Januar: Nasib Gajasowitsch Schiganow, tatarischer Komponist († 1988)
- 16. Januar: Roberto Quiroga, argentinischer Tangosänger und Gitarrist († 1965)
- 18. Januar: Gábor Darvas, ungarischer Komponist und Musikwissenschaftler († 1985)
- 19. Januar: Ken Nelson, US-amerikanischer Musikproduzent († 2008)
- 22. Januar: Roberto García Morillo, argentinischer Komponist († 2003)

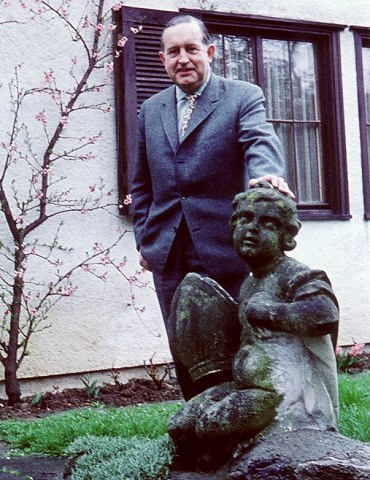
Norbert Schultze; * 26. Januar

- 26. Januar: Norbert Schultze, deutscher Komponist († 2002)

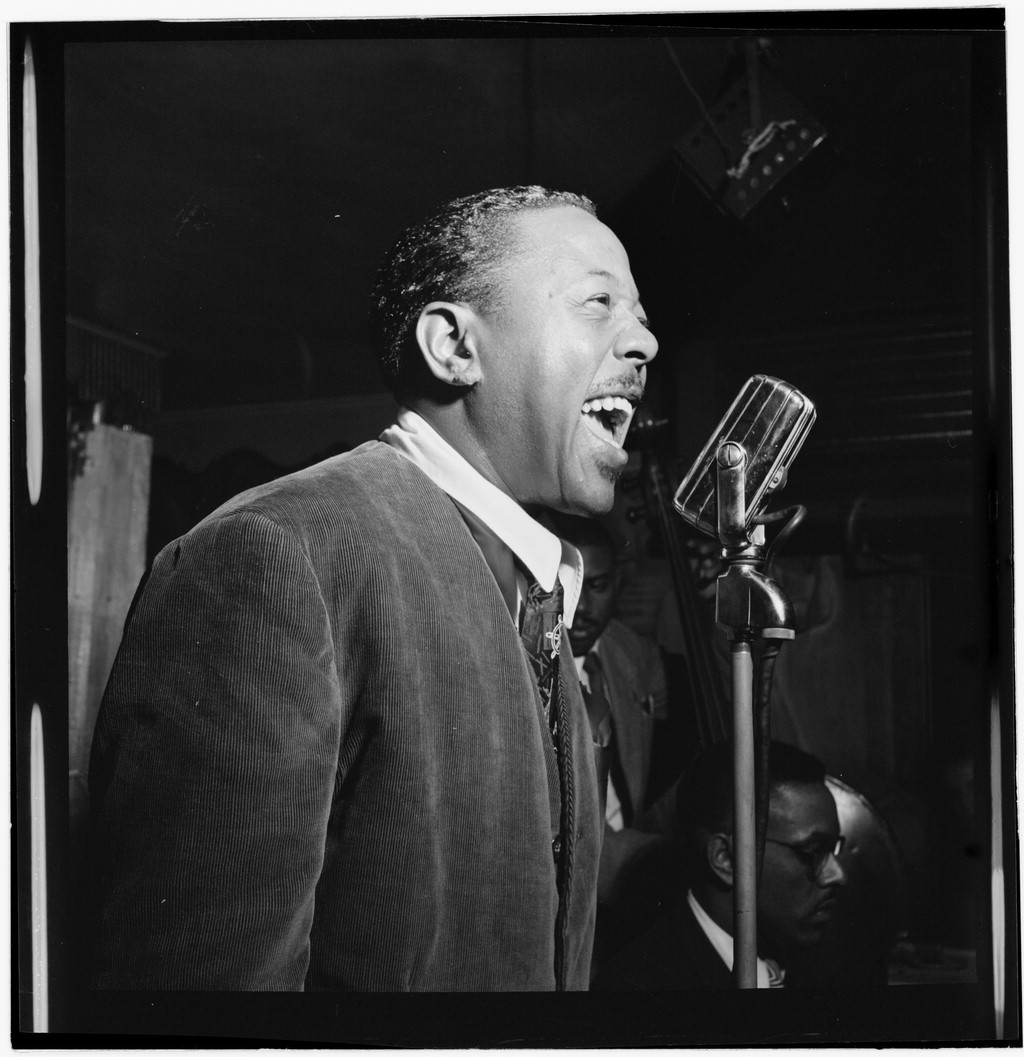
Roy Eldridge; * 30. Januar

- 30. Januar: Roy Eldridge, US-amerikanischer Jazztrompeter († 1989)
- 01. Februar: Johan Christian Castberg, norwegischer Zeichner, Maler und klassischer Geiger († 1988)
- 02. Februar: Jussi Björling, schwedischer Sänger († 1960)
- 02. Februar: Jean-Jacques Grunenwald, französischer Organist, Komponist und Musikpädagoge († 1982)
- 02. Februar: Karl Pfannhauser, österreichischer Musikwissenschaftler († 1984)
- 03. Februar: Jehan Alain, französischer Organist und Komponist († 1940)
- 04. Februar: Hal Mooney, US-amerikanischer Komponist, Orchesterleiter und Arrangeur († 1995)
- 14. Februar: Mercedes Sagredo, dominikanische Komponistin († 1998)
- 05. März: Andrés Pardo Tovar, kolumbianischer Soziologe, Musikethnologe und Folklorist († 1972)
- 07. März: Stefan Kisielewski, polnischer Komponist und Schriftsteller († 1991)
- 08. März: Alan Hovhaness, US-amerikanischer Komponist († 2000)
- 09. März: Clara Rockmore, russische Theremin-Virtuosin († 1998)
- 10. März: Remigi Blättler, Schweizer Klarinettist und Volksmusiker († 2003)
- 10. März: Jorge Omar, argentinischer Tangosänger († 1998)
- 13. März: José Ardévol, kubanischer Komponist († 1981)
- 13. März: Kikuko Kanai, japanische Komponistin († 1986)
- 23. März: Hans Zeisner, österreichischer Komponist, Geiger und Kapellmeister († 1978)
- 31. März: Elisabeth Grümmer, deutsche Opern- und Kammersängerin (Sopran) († 1986)

### April bis Juni
- 01. April: Jan Behr, tschechoslowakisch-amerikanischer Pianist und Dirigent († 1996)
- 01. April: Karl O. Koch, deutscher Musikmanager, Produzent und Opernregisseur († 1982)
- 06. April: Russ Cheever, US-amerikanischer Jazz- und Studiomusiker (Saxophone, Klarinette) († 1987)
- 09. April: Hermann Hauser II, deutscher Gitarrenbauer († 1988)
- 10. April: Martin Denny, US-amerikanischer Jazzpianist († 2005)
- 11. April: Berry Peritz, Schweizer Jazzmusiker (Schlagzeug, Bandleader) († 2000)
- 13. April: José Tinelli, argentinischer Tangopianist, Bandleader und Komponist († 1960)
- 21. April: Johnny Blowers, US-amerikanischer Jazzmusiker († 2006)
- 21. April: Zilas Görling, schwedischer Jazzmusiker († 1960)
- 21. April: Leonard Warren, US-amerikanischer Bariton († 1960)
- 23. April: Gerhard Fritzsche, deutscher evangelisch-lutherischer Autor und Liedtexter († 1944)
- 28. April: Nicolás Casimiro, dominikanischer Sänger († 1964)
- 08. Mai: Robert Johnson, US-amerikanischer Bluesmusiker († 1938)
- 14. Mai: Hans Vogt, deutscher Komponist († 1992)

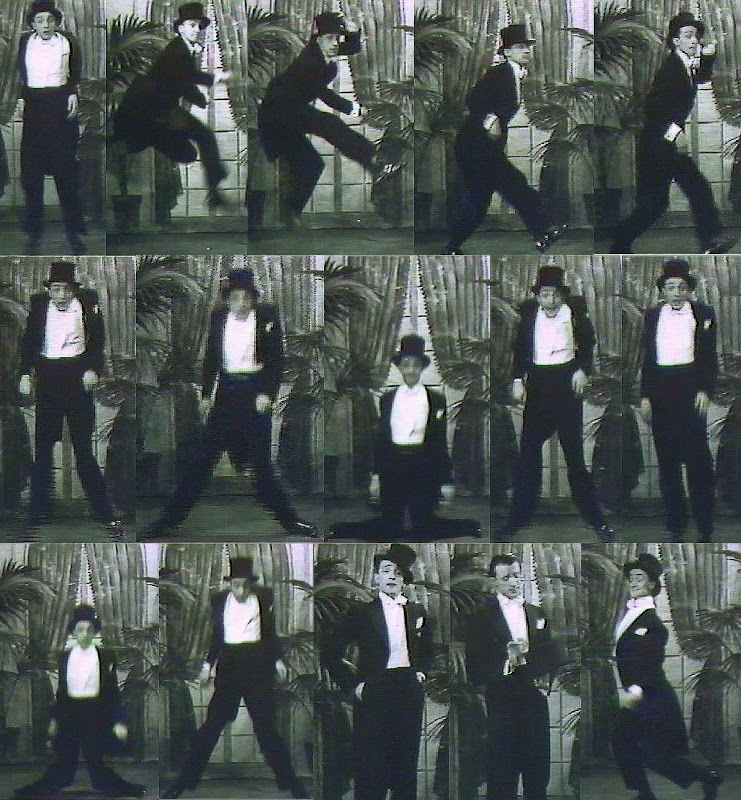
Bildfolge mit Leo Fuchs, tanzend

- 15. Mai: Leo Fuchs, polnisch-US-amerikanischer, jiddischer Schauspieler, Komiker, Sänger und Tänzer († 1994)
- 17. Mai: Jillert Cammenga, niederländischer Komponist und Dirigent († 1993)
- 17. Mai: André Jaunet, schweizerischer Flötist († 1988)
- 17. Mai: Ludwig Wastlhuber, deutscher Orgelbauer († 1975)

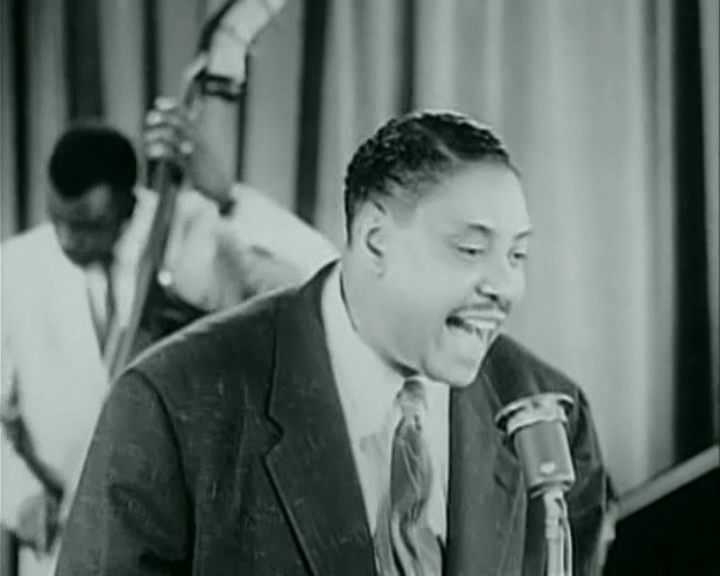
Big Joe Turner; * 18. Mai

- 18. Mai: Joe Turner, US-amerikanischer Blues- und Rock-’n’-Roll-Sänger († 1985)
- 29. Mai: Vivi Janiss, US-amerikanische Schauspielerin und Sängerin († 1988)
- 29. Mai: Charles Jay, französischer Komponist († 1988)
- Mai: Gholam Hossein Banan, iranischer Sänger († 1986)
- 05. Juni: Vaughn Horton, US-amerikanischer Countrysänger und Songwriter († 1988)
- 08. Juni: Ralph Maria Siegel, deutscher Komponist und Texter († 1972)
- 10. Juni: Ralph Kirkpatrick, US-amerikanischer Cembalist († 1984)

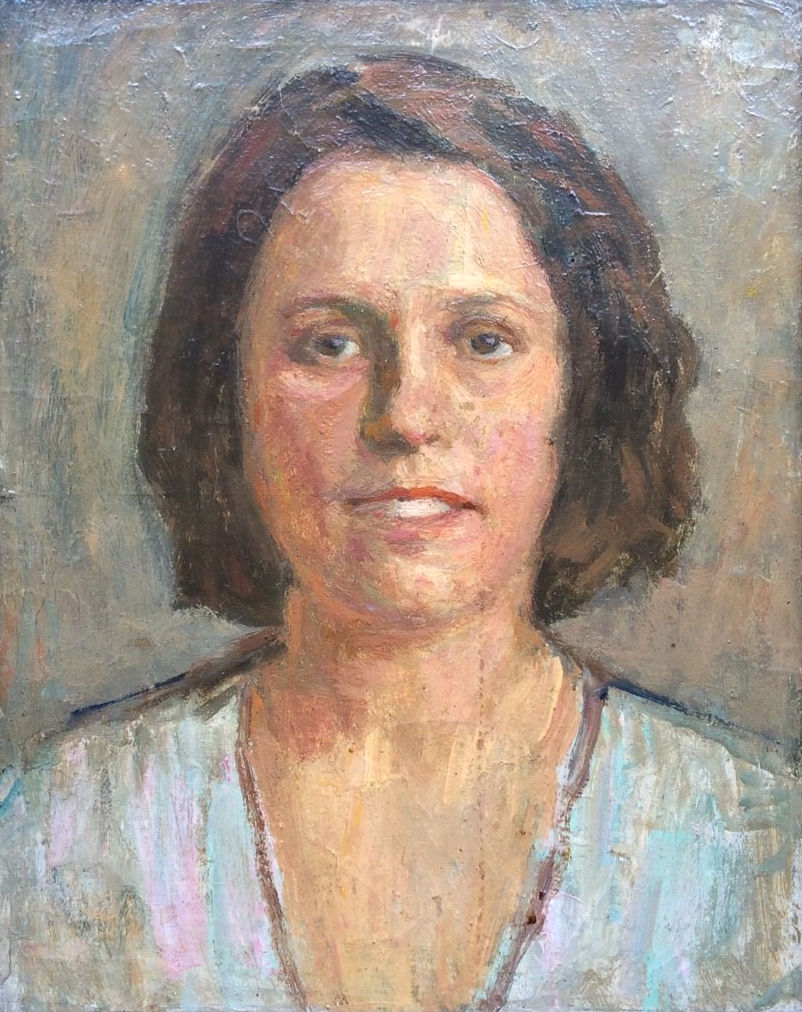
Matija Jama; * 11. Juni

- 11. Juni: Agnes Jama, niederländische Pianistin und Komponistin († 1993)
- 18. Juni: Mathieu Lamberty, belgisch-luxemburgischer Komponist, Dirigent und Organist († 1993)
- 19. Juni: Fritz Ehlers, deutscher Violinpädagoge in Weimar († 1981)
- 25. Juni: Dudley Powers, US-amerikanischer Cellist, Dirigent und Musikpädagoge († 2004)
- 26. Juni: Rolf Karlsen, norwegischer Komponist und Organist († 1982)
- 26. Juni: Horst Schneider, deutscher Komponist, Dirigent und Musikpädagoge († unbekannt)
- 28. Juni: Laurel Watson, US-amerikanische Blues- und Jazzsängerin († 2001)
- 29. Juni: Bernard Herrmann, US-amerikanischer Komponist († 1975)

### Juli bis September
- 01. Juli: Hans Wunschel, deutscher Tontechniker beim Film († nach 1962)

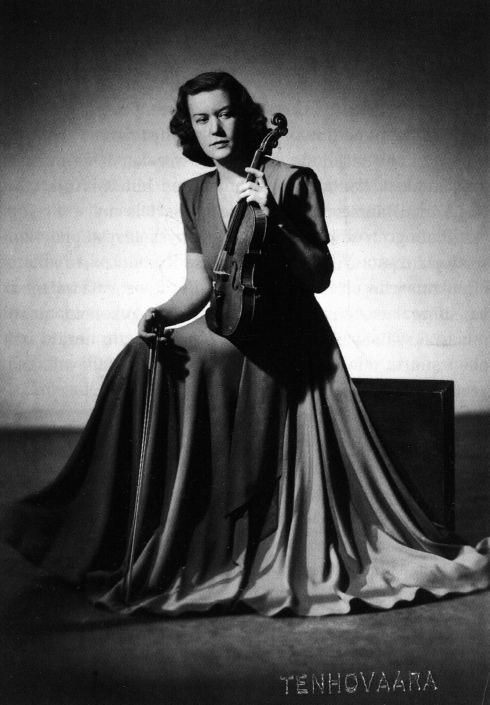
Anja Ignatius; * 2. Juli

- 02. Juli: Anja Ignatius, finnische Geigerin und Musikpädagogin († 1995)
- 04. Juli: Franco Ferrara, italienischer Dirigent († 1985)
- 04. Juli: Mitch Miller, US-amerikanischer Orchesterleiter und Oboespieler († 2010)
- 07. Juli: Vincenzo Acampora, italienischer Musikpädagoge, Komponist und Dirigent († 1975)

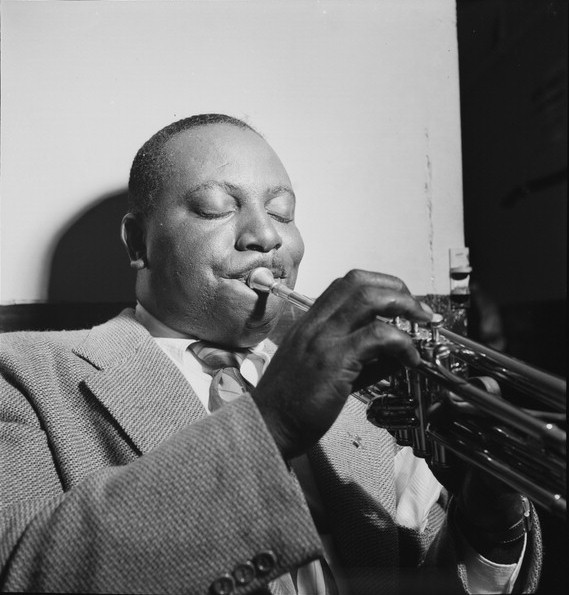
Cootie Williams; * 10. Juli

- 10. Juli: Cootie Williams, US-amerikanischer Jazztrompeter († 1985)
- 12. Juli: Lilly Dymont, deutsch-amerikanische Pianistin und Musikpädagogin († 2006)
- 15. Juli: Emilio Antonio Dublanc, argentinischer Komponist († 1990)
- 20. Juli: Ulisses Acosta Romero, venezolanischer Geiger, Komponist, Arrangeur und Dirigent († 1986)
- 22. Juli: Helen Schnabel, US-amerikanische Pianistin und Musikpädagogin († 1974)
- 23. Juli: Carl Billich, österreichisch-isländischer Musiker und Musikdirektor († 1989)
- 24. Juli: Pannalal Ghosh, indischer Bansurispieler, Musikpädagoge und Komponist († 1960)
- 27. Juli: Max Martin Stein, deutscher Pianist und Musikpädagoge († 2001)
- 28. Juli: Morris Goldenberg, US-amerikanischer Schlagwerker und Hochschullehrer († 1969)
- 29. Juli: Ján Cikker, slowakischer Komponist († 1989)
- 30. Juli: Pierre Souvairan, schweizerisch-kanadischer Pianist und Musikpädagoge französischer Herkunft († 2000)
- 02. August: Ángel Sauce, venezolanischer Geiger, Dirigent, Chorleiter und Komponist († 1995)
- 08. August: Else Jarlbak, dänische Schauspielerin und Opernsängerin († 1963)
- 12. August: Cantinflas, mexikanischer Schauspieler, Sänger, Komiker und Produzent († 1993)
- 12. August: Edward Downes, US-amerikanischer Musikwissenschaftler, Musikkritiker und Musikpädagoge († 2001)
- 23. August: Carl Dolmetsch, englischer Blockflötist († 1997)
- 23. August: Lore Hoffmann, deutsche Opernsängerin († 1996)
- 26. August: Jacopo Napoli, italienischer Komponist und Musikpädagoge († 1994)
- 30. August: Gabriel Clausi, argentinischer Bandoneonist, Bandleader, Tangokomponist und -dichter († 2010)
- 01. September: Abe Kōmei, japanischer Komponist († 2006)
- 02. September: René Amengual Astaburuaga, chilenischer Komponist († 1954)
- 02. September: Floyd Council, US-amerikanischer Blues-Musiker († 1976)
- 06. September: Zeke Clements, US-amerikanischer Country-Musiker († 1994)
- 10. September: Nelly Omar, argentinische Tangosängerin († 2013)
- 11. September: Bola de Nieve, kubanischer Musiker († 1971)
- 13. September: Bill Monroe, US-amerikanischer Musiker († 1996)
- 19. September: Allan Pettersson, schwedischer Komponist und Bratschist († 1980)
- 20. September: Jan Mul, niederländischer Komponist, Organist und Chorleiter († 1971)

### Oktober bis Dezember
- 03. Oktober: Manja Mourier, dänische Artistin, Schauspielerin und Background-Sängerin († 1991)
- 07. Oktober: Caspar Bröcheler, deutscher Opernsänger († 1983)
- 07. Oktober: Vaughn Monroe, US-amerikanischer Sänger, Bandleader und Trompeter († 1973)
- 08. Oktober: Mark Bernes, sowjetischer Estrada-Sänger († 2012)
- 10. Oktober: Pierre Barbaud, französischer Komponist († 1990)
- 13. Oktober: André Navarra, französischer Cellist († 1988)
- 15. Oktober: Walter Rhomberg, österreichischer Unternehmer und Kulturfunktionär († 1992)
- 16. Oktober: Ronald Kinloch Anderson, schottischer Pianist, Musikpädagoge und Musikproduzent († 1984)
- 19. Oktober: Willie Perryman, US-amerikanischer Blues-Musiker († 1985)
- 19. Oktober: Eberhard Werdin, deutscher Komponist († 1991)
- 24. Oktober: Sonny Terry, US-amerikanischer Bluessänger und Mundharmonikaspieler († 1986)

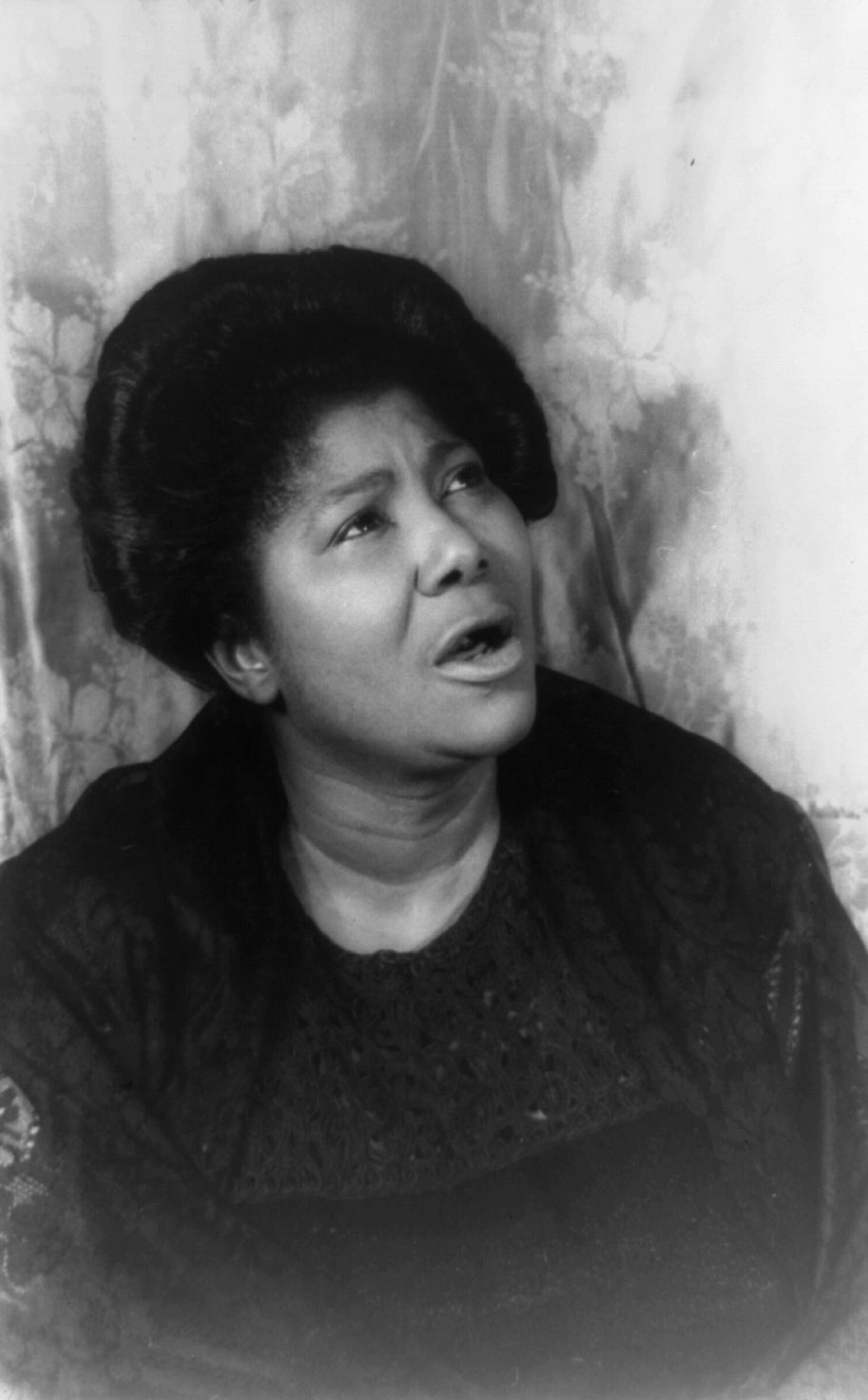
Mahalia Jackson; * 26. Oktober

- 26. Oktober: Mahalia Jackson, US-amerikanische Gospelsängerin († 1972)
- 03. November: Henry Marx, deutsch-jüdischer Journalist, Theater- und Musikkritiker sowie Buchautor († 1994)
- 03. November: Vladimir Ussachevski, russisch-amerikanischer Komponist († 1990)
- 04. November: Shimizu Osamu, japanischer Komponist († 1986)
- 05. November: Roy Rogers, US-amerikanischer Country-Sänger und Schauspieler († 1998)
- 06. November: Pawel Gerassimowitsch Lisizian, russisch-armenischer Bariton († 2004)
- 07. November: Siegfried Goslich, deutscher Dirigent und Musikredakteur († 1990)
- 24. November: Erik Bergman, finnischer Komponist († 2006)
- 30. November: Hugo del Carril, argentinischer Tangosänger, Filmschauspieler und -regisseur († 1989)
- 01. Dezember: Miguel Nijensohn, argentinischer Bandleader, Arrangeur, Tangopianist und -komponist († 1983)
- 03. Dezember: Nino Rota, italienischer Komponist († 1979)

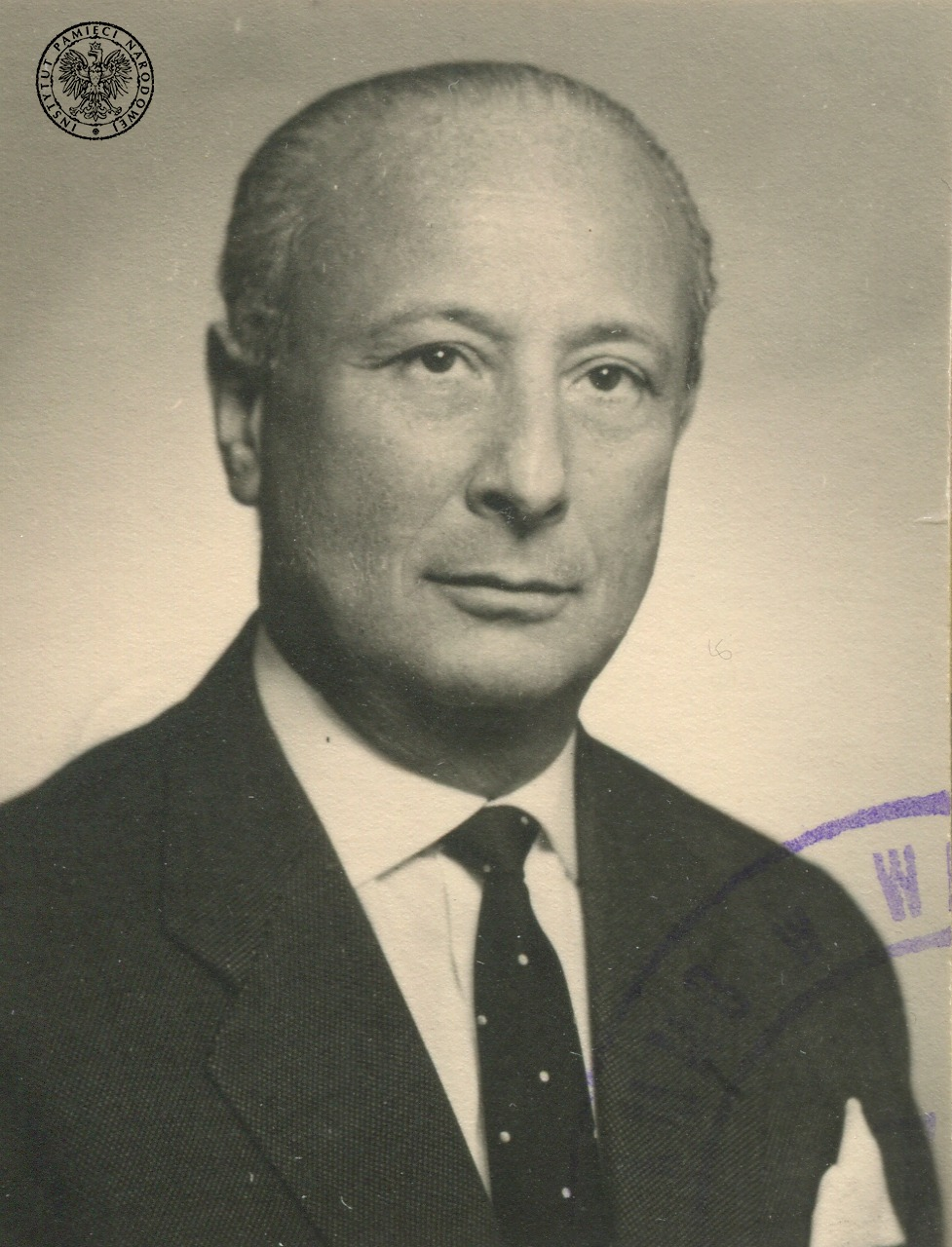
Władysław Szpilman; * 5. Dezember

- 05. Dezember: Władysław Szpilman, polnischer Pianist, Komponist und Schriftsteller († 2000)
- 12. Dezember: Stanley Bate, englischer Komponist († 1959)
- 12. Dezember: Thomas Canning, US-amerikanischer Komponist († 1989)
- 12. Dezember: Dore Hoyer, deutsche Tänzerin und Choreografin († 1967)
- 14. Dezember: Spike Jones, US-amerikanischer Musiker († 1965)
- 15. Dezember: Stan Kenton, US-amerikanischer Klavierspieler und Komponist († 1979)
- 21. Dezember: Paul Burkhard, Schweizer Komponist († 1977)
- 29. Dezember: André Claveau, französischer Chansonnier und Filmschauspieler († 2003)
- 29. Dezember: Marcel Prawy, österreichischer Dramaturg und Opernkritiker († 2003)
- 31. Dezember: Amanda Ledesma, argentinische Tangosängerin, Film- und Theaterschauspielerin († 2000)

### Genaues Geburtsdatum unbekannt
- Les Burness, US-amerikanischer Jazzmusiker der Swingära († 2000)
- Jose Madera, US-amerikanischer Jazzmusiker († 2001)
- Ermet Perry, US-amerikanischer Jazzmusiker († 2000)
- Louis Richardet, französischer Jazz- und Unterhaltungsmusiker (Akkordeon, Piano) († 1988)
- Aldo Rossi, italienischer Jazzmusiker († 1979)

## Gestorben

### Todesdatum gesichert
- 21. Februar: Eugène Vast, französischer Organist und Komponist (* 1833)
- 02. März: Charlotte Bournonville, dänische Opernsängerin und Schauspielerin (* 1832)
- 17. März: Philemon Adriet, französischer Oboist, Militärkapellmeister, Lieutenant und Komponist (* 1836)
- 18. März: Johann Wolf, deutscher Orgelbauer (* 1837)

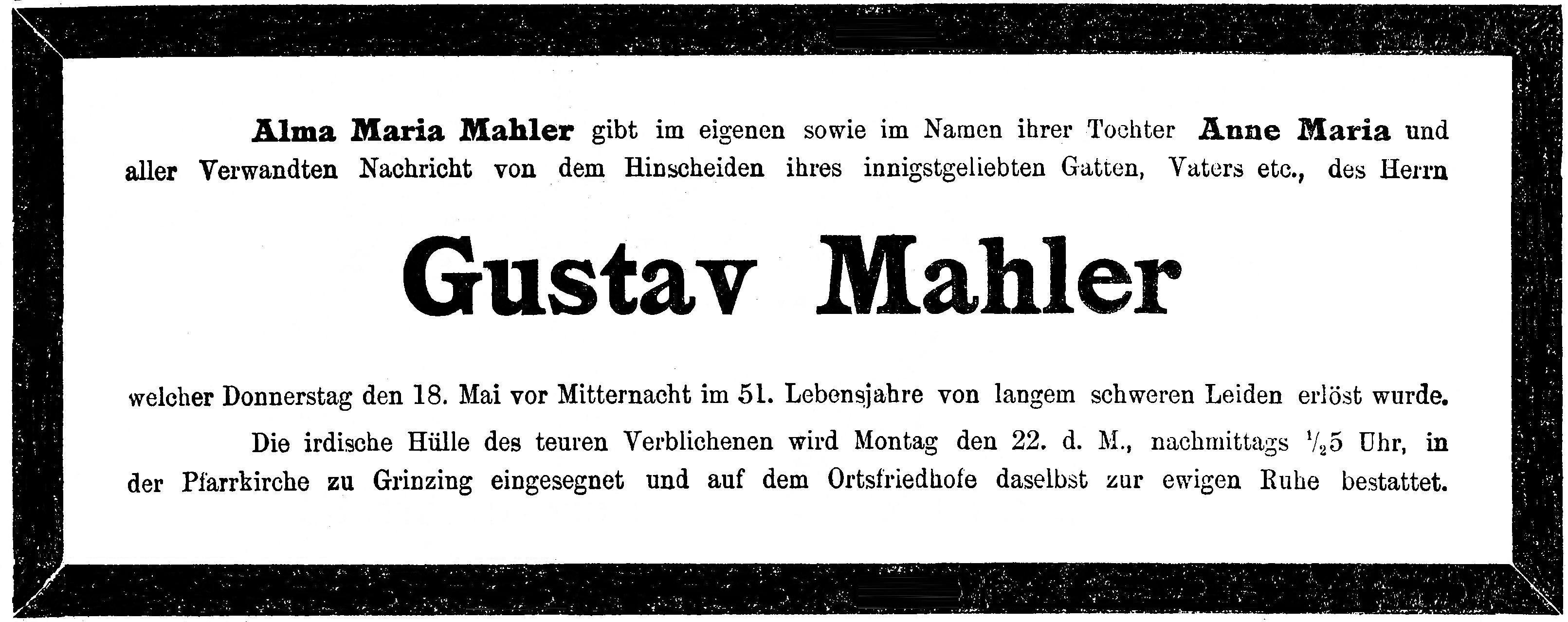
Die Todesanzeige Gustav Mahlers vom 20. Mai 1911

- 29. März: Alexandre Guilmant, französischer Organist und Komponist (* 1837)
- 07. April: Willy Thern, österreichisch-ungarischer Pianist und Musikpädagoge (* 1847)
- 18. Mai: Gustav Mahler, österreichischer Komponist und Dirigent (* 1860)
- 14. Juni: Johan Svendsen, norwegischer Komponist (* 1840)
- 22. Juni: Bruno Oskar Klein, US-amerikanischer Organist, Pianist und Musikpädagoge deutscher Herkunft (* 1858)
- 30. Juni: Elisabeth Dreyschock, deutsche Sängerin und Gesangslehrerin (* 1834)
- 19. November: Adolph Boehm, deutscher Komponist (* 1878)

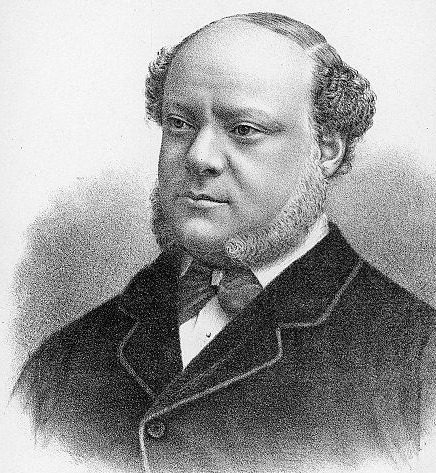
Alberto Randegger; † 18. Dezember

- 08. Juli: Rosa von der Osten-Hildebrandt, königlich sächsische Hofschauspielerin und Opernsängerin (* 1850)
- 30. Juli: Adolphe Deslandres, französischer Komponist und Organist (* 1840)
- 30. Juli: Heinrich Schrader, deutscher Musikdirektor, Chorleiter, Hoforganist und Professor (* 1844)
- 16. August: Karl Munzinger, Schweizer Komponist und Chorleiter (* 1842)
- 00. August: Wassili Wassiljewitsch Kühner, russischer Komponist (* 1840)
- 05. September: Henry Robert Rose, britischer Organist und Hochschullehrer (* 1854)
- 05. Oktober: Charles Théodore Malherbe, französischer Musikwissenschaftler und Komponist (* 1853)
- 01. Dezember: Martha Friedemann, deutsche Schriftstellerin und Librettistin (* 1847)
- 18. Dezember: Alberto Randegger, österreichisch-britischer Gesangspädagoge, Dirigent und Komponist (* 1832)

### Genaues Todesdatum unbekannt
- Max Heymann, deutsch-englischer Musikdirektor und Dirigent (* 1862)